# Fortaleza do Outeiro
A Fortaleza do Outeiro (), também referida como Castelo do Outeiro e Castelo de Outeiro de Miranda, localiza-se na povoação e freguesia de Outeiro, no Município e no Distrito de Bragança, em Portugal.
Em posição dominante no alto do chamado Monte do Castelo, cerca de um quilômetro a Leste do lugar do Outeiro, a meio caminho entre Bragança e Vimioso, esta fortificação tinha, na Idade Média, a função de vigia da fronteira de Trás-os-Montes com o reino de Leão.
A Fortaleza do Outeiro está classificada como Imóvel de Interesse Público desde 1955.

## História

### Antecedentes
Embora sejam escassas as informações acerca da primitiva ocupação humana de seu sítio, os testemunhos arqueológicos evidenciam a sua ocupação durante a romanização, quando aqui teria existido o estabelecimento agrícola de um particular.

### O castelo medieval
A atual configuração do castelo remonta ao reinado de D. Dinis (1279-1325), quando terá sido reconstruído. Neste período, Santa Maria de Octeyro é referida como paróquia (1287) e, uma década mais tarde, nas Inquirições de 1297, é mencionada a povoação de Outeiro de Miranda.
Sob o reinado de Fernando I de Portugal (1367-1383), quando da invasão de Henrique II de Castela no verão de 1369, a povoação terá sido assaltada e tomada por um ardil, uma vez que uma petição dos habitantes, à época solicita ao soberano o reparo do seu castelo.
Durante a crise de 1383-1385, a povoação e seu castelo apoiaram o partido de D. Beatriz. Acredita-se que tenham sido conquistados no Inverno de 1386, quando do cerco de Chaves pelas forças de D. João I (1385-1433). Posteriormente, visando reforçar o seu povoamento e defesa, o soberano concedeu isenção do pagamento de tributo a todos os que construissem casas dentro da cerca do castelo, então terminado de reconstruir (1414), e alargou-lhe o termo do Concelho (1418). Datam desse período a reconstrução das muralhas do castelo e o aumento da cerca da povoação.
Em 1443, o regente D. Pedro determinou ao alcaide do castelo a entrega deste ao duque de Bragança, que passava a assumir essas funções.
Sob o reinado de D. Afonso V (1438-1481), o soberano concedeu dispensa aos moradores de guarnecer o Castelo de Outeiro de Miranda (1449). O seu filho e sucessor, D. João II (1481-1495), determinou a reconstrução de suas defesas dentro do corregimento das fortalezas de Trallos Montes (1493).
A fortificação de Outeiro encontra-se figurada por Duarte de Armas (Livro das Fortalezas, c. 1509), destacando-se o conjunto formado pela Torre de Menagem retangular, adossada a um baluarte. O rei D. Manuel I (1495-1521) concedeu-lhe Foral, tendo a vila se transferido do outeiro para o vale. Data desta fase o início do período de progressivo abandono e ruína do castelo medieval.

### Da Guerra da Restauração aos nossos dias
Ao final do século XVII o castelo foi assaltado por tropas espanholas, no contexto da Guerra da Restauração. O mesmo se repetiria, cerca de um século mais tarde, em 1762.
O concelho foi extinto em 1853, mantendo o velho castelo abandonado fora do movimento de redescoberta dos monumentos medievais empreendido pelo Romantismo.
Também alheio à onda de restaurações dos antigos monumentos militares promovida pelo Estado Novo português no século XX, apenas veio a ser classificado como Imóvel de Interesse Público por Decreto publicado em 20 de Outubro de 1955. A intervenção do poder público só se fez sentir, entretanto, por ação da Direcção-Geral dos Edifícios e Monumentos Nacionais (DGEMN), em 1993, através de obras de beneficiação.
Atualmente o monumento carece de maiores pesquisas, principalmente arqueológicas.

## Características
O Castelo de Outeiro de Miranda, na cota de 812 metros acima do nível do mar, apresenta planta ovalada irregular orgânica, com espessa muralha em pedra de granito, abundante na região.
Em seu interior identifica-se a ruína de uma construção retilínea, com vão dintelado, onde foi erguido um marco geodésico.
O acesso era efetuado por uma porta em arco pleno, da qual são visíveis os seus vestígios.
No lado Sul, identificam-se ainda os restos de um baluarte.